# Náprstek

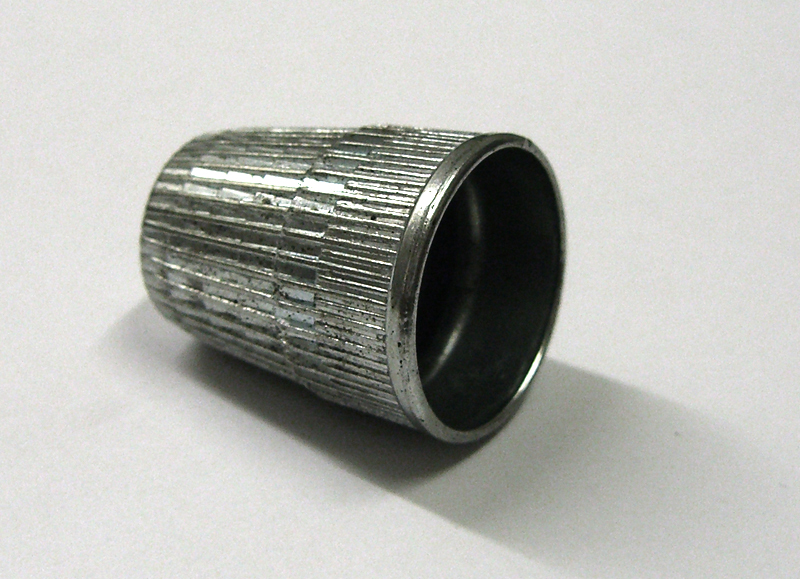
Náprstek

Náprstek je pomůcka využívaná při ručním šití, fungující jako ochrana před bodnutím jehlou do prstů. Slouží také pro snadnější a bezpečnější protlačení jehly látkou.
Nejstarší náprstky pocházejí z období starověkého Říma při vykopávkách v Pompejích, který byl vyroben z bronzu a datován do prvního století. Římský náprstek byl objeven i na území St Albans v Anglii a je vystaven v tamějším muzeu. Náprstky jsou v dnešní době nejčastěji vyráběny z kovu, kůže, plastu, dřeva, skla a nebo porcelánu. V dřívějších dobách se vyskytovaly náprstky také z kostí a rohoviny.
Moderní náprstky jsou vyráběny od počátku 19. století.